# 성 야고보 사도 대성당 (슈체친)

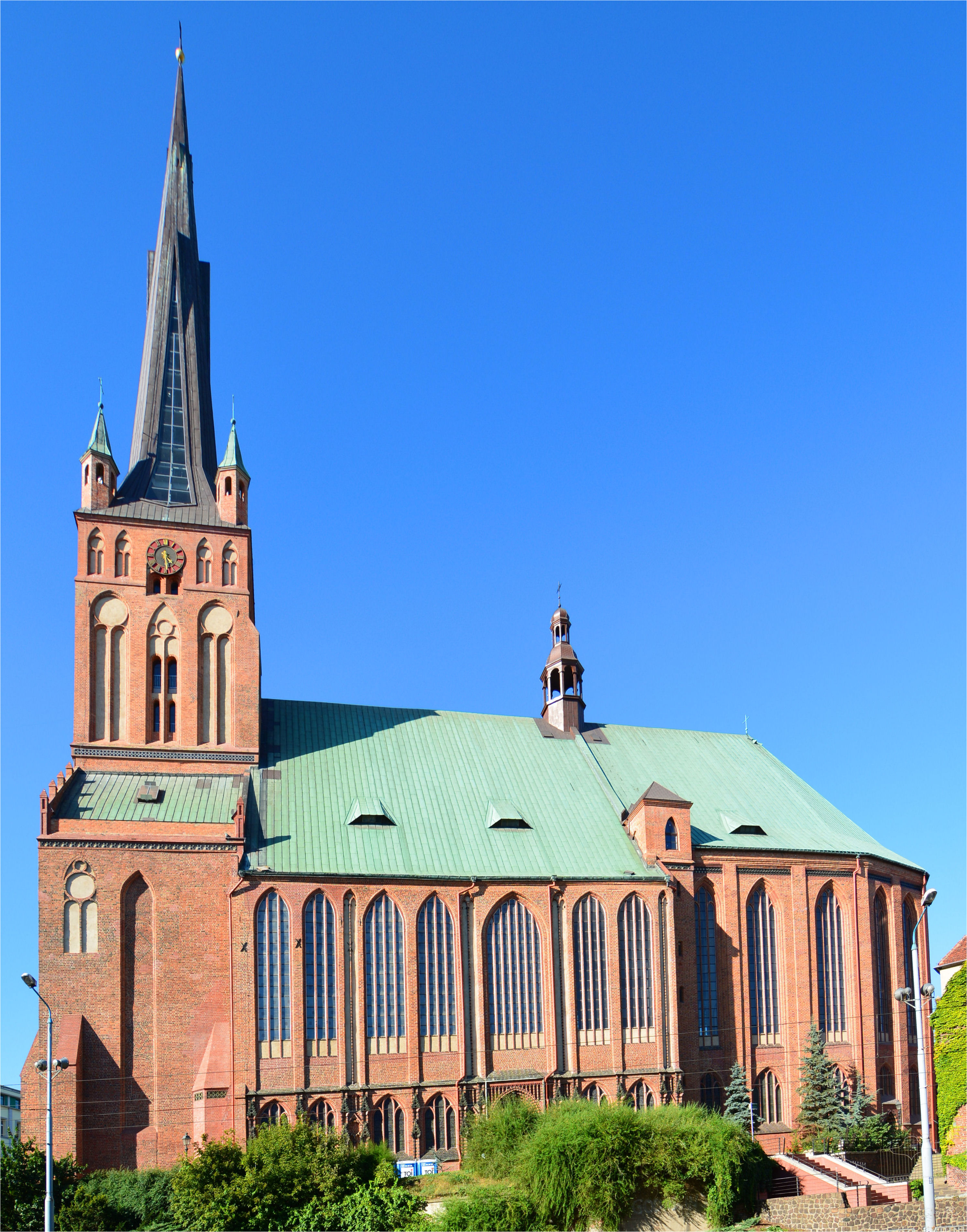
성 야고보 사도 대성당

성 야고보 사도 대성당(폴란드어: Bazylika archikatedralna św. Jakuba Apostoła)은 폴란드 서포모제주 슈체친에 있는 고딕 양식의 대성당이다. 슈체친-카미엔 대교구의 소재지다. 12~14세기에 지어진 이 성당은 폴란드에서 두 번째로 높은 교회이며, 서포모제주에서 가장 큰 교회다.